# Lista ex
Lista ex (ang. The Ex List, 2008) – amerykański serial telewizyjny bazujący na izraelskim serialu The Mythological X. W USA nadawany był na kanale CBS od 3 do 24 października 2008 roku, natomiast w Polsce nadawany jest na kanale Fox Life od 6 września 2010 roku.

## Opis fabuły
Bella Bloom (Elizabeth Reaser) jest singielką po trzydziestce i z sukcesem prowadzi własną firmę. Kiedy zaproszona przez siostrę na wieczór panieński wróżka odsłoni przed Bellą przyszłość, stanie przed poważnym dylematem: albo znajdzie kandydata do ożenku w ciągu roku albo już nigdy nie wyjdzie za mąż. Walcząc o szczęście rozpoczyna gorączkową analizę dawnych przyjaźni, przelotnych romansów i związków, by znaleźć tego jedynego na całe życie.

## Obsada
- Elizabeth Reaser jako Bella Bloom
- Rachel Boston jako Daphne Bloom
- Alex Breckenridge jako Vivian
- Mark Deklin jako Elliott
- Adam Rothenberg jako Augie
- Amir Talai jako Cyrus
- Anne Bedian jako Marina
- Josh Braaten jako Marty